# 謝菲爾德 (伊利諾伊州)
謝菲爾德（英語：Sheffield）是位於美國伊利諾伊州比羅縣的一個村落。

## 地理
謝菲爾德的座標為41°21′21″N 89°44′12″W / 41.35583°N 89.73667°W，而該地最高點為海拔高度212米（即696英尺）。

## 人口
根據2010年美國人口普查的數據，謝菲爾德的面積為1.80平方千米，當中陸地面積為1.80平方千米，而水域面積為0.00平方千米。當地共有人口926人，而人口密度為每平方千米514人。